# Togă

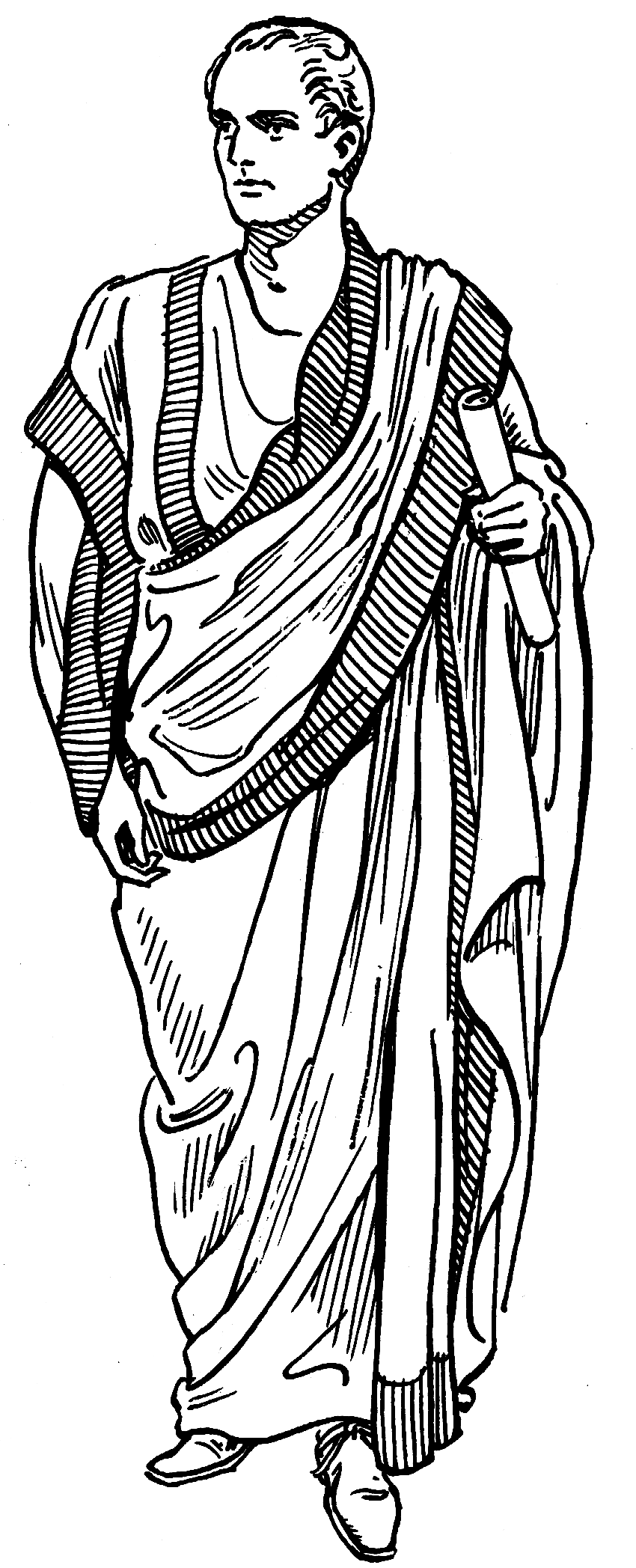
Toga

Toga (plural togi), o haină distinctivă a Romei antice, a fost, probabil, o mantie de șase metri în lungime, care era înfășurată în jurul corpului și era, în general, purtată peste o tunică. Toga era făcută din lână, și tunica de sub ea de cele multe ori era făcută din pânză. După secolul al II-lea î.Hr., toga a fost un articol de îmbrăcăminte purtat exclusiv de bărbați, și numai cetățenilor romani li sa permitea să poarte toga. După această perioadă, femeile trebuiau să poarte stola. 
Toga se baza pe o haină tip rochie folosită de către un popor nativ, etruscii, care au trăit în Italia din anul 1200 î.Hr., deși toga de obicei este asociată cu romanii.